# North and South (roman)
North and South is een roman van de Engelse schrijfster Elizabeth Gaskell. De roman verscheen voor het eerst als 22-delige wekelijkse serie (van september 1854 tot januari 1855) in het tijdschrift Household Words van Charles Dickens. De titel is gebaseerd op een van de belangrijkste thema's van het boek: het grote contrast tussen het leven in het geïndustrialiseerde noorden van Engeland en het rijkere, agrarische zuiden. Gaskell had het boek oorspronkelijk "Margaret Hale" genoemd, naar de hoofdpersoon uit het boek, maar wijzigde onder druk van haar uitgevers de titel.
Het boek is een sociale roman. Het verhaal laat het industriële noorden van het negentiende-eeuwse Engeland zien, met al zijn conflicten en problemen, vanuit het oogpunt van een buitenstaander: een sociaal gevoelige dame uit het rijkere zuiden.

## Inhoud
Margaret Hale, de hoofdpersoon van het verhaal, is de dochter van een non-conformistische predikant die naar het fictieve plaatsje Milton (gebaseerd op Manchester) in het noorden verhuist nadat hij uit de Church of England is gestapt. Gaskell woonde zelf in Manchester en was getrouwd met een Unitarische predikant. Ze werkte tussen de armen en kende dus uit eigen ervaring de soms wanhopige armoedetoestanden in de geïndustrialiseerde gebieden.
Margaret is gechoqueerd door het contrast tussen het zuiden en het noorden. Ze sympathiseert met het poortjesvolk – de arme arbeiders – en raakt daardoor in conflict met John Thornton, de eigenaar van een van de plaatselijke katoenfabrieken en tevens een vriend van haar vader. Na een aanvaring met een groep stakers, waarin Margaret probeerde Thornton te beschermen toen die werd aangevallen, doet Thornton haar een huwelijksaanzoek. Margaret weigert, omdat ze denkt dat hij het als zijn plicht ziet haar te vragen omdat ze hem beschermd heeft tegen de stakers. Thornton verklaart daarentegen echt van haar te houden. Later ziet Thornton haar op het station met haar broer, die hij niet kent en van wie hij het bestaan niet kende. Hij houdt hem voor een geheime aanbidder van Margaret, en dit verergert de onopgeloste problemen tussen de twee. Wanneer Margaret zich realiseert dat Thornton onmogelijk nog gevoelens voor haar kan hebben, begint ze hem in een ander licht te zien. Ze laat haar vooroordelen varen en uiteindelijk komen de twee samen.

## Personages
- Miss Margaret Hale - de protagoniste
- Mr. John Thornton - eigenaar van een plaatselijke katoenfabriek, een vriend en leerling van Margarets vader, en de man op wie Margaret verliefd wordt
- Nicholas Higgins - een katoenarbeider en vriend van Margaret. Hij heeft twee dochters, Bessy en Mary
- Mrs. Thornton - Mr. Thorntons moeder, die een hekel heeft aan Margaret
- Bessy - dochter van Nicholas Higgins, die lijdt aan een dodelijke longziekte door haar werk in de katoenfabriek
- Mr. Richard Hale - Margarets vader, een van de Anglicaanse kerk afgescheiden oud-predikant die naar Milton verhuist en daar gaat werken als privéleraar
- Mrs. Maria Hale - Margarets moeder, een dame uit een respectabele Londense familie
- Dixon - een dienstmeid van de Hales, die erg loyaal en toegewijd is aan Mrs. Hale
- Mr. Bell - een oude vriend van Mr. Hale, en peetoom van Margaret en haar broer Frederick
- Mrs. Shaw - Margarets tante, Ediths moeder, en Mrs. Hales zuster
- Edith - Margarets nicht, getrouwd met Captain Lennox
- Mr. Henry Lennox - een jonge advocaat, broer van Captain Lennox. Margaret weigert zijn aanzoek aan het begin van het verhaal
- Frederick Hale - Margarets oudere broer, die als vluchteling in Spanje woont nadat hij door de British Army van muiterij werd beschuldigd
- Leonards - Fredericks oud-collega van de British Army. Hij wil Frederick aangeven en zodoende een beloning opstrijken

## Televisiebewerkingen
Er zijn twee televisieseries gemaakt naar het boek. In de in 1975 uitgebrachte serie worden de hoofdrollen vertolkt door Rosalind Shanks als Margaret Hale en Patrick Stewart als John Thornton. In de serie uit 2004 speelden Daniela Denby-Ashe en Richard Armitage de hoofdrollen.